# Зубово (городской округ Семёновский)
Зу́бово — деревня в городском округе Семёновский. Входит в состав Пафнутовского сельсовета.

## Описание
Расположена в 14 км от административного центра сельсовета — Пафнутово и 59 км от областного центра — Нижнего Новгорода.
| 2002 | 2010 |
| ---- | ---- |
| 318  | ↘285 |

## Образовательные учреждения
В населённом пункте находится МОУ «Зубовская начальная школа-детский сад».

## География
Деревня расположена на правом береге реки Линды.